# Mehr
Mehr o Mohr (persiano: مهر‎) è il capoluogo dello shahrestān di Mehr, circoscrizione Centrale, nella provincia di Fars. Aveva, nel 2006, una popolazione di 6.188 abitanti. 